# Bilyav
Bilyav (azerbajdzjanska: Biləv) är en ort i Azerbajdzjan.   Den ligger i distriktet Nachitjevan, i den sydvästra delen av landet, 400 kilometer väster om huvudstaden Baku. Bilyav ligger 1 221 meter över havet och antalet invånare är 1 197.
Terrängen runt Bilyav är kuperad åt sydväst, men åt nordost är den bergig. Närmaste större samhälle är Yaycı, 17,9 kilometer sydväst om Bilyav. 
Trakten runt Bilyav består i huvudsak av gräsmarker. Runt Bilyav är det ganska glesbefolkat, med 27 invånare per kvadratkilometer.